# Elena Grimaldi
Elena Grimaldi (Brescia, 2 aprile 1983) è un'ex attrice pornografica italiana.

## Biografia
Inizia la sua carriera nel mondo dello spettacolo esibendosi nella lap dance in un locale notturno della sua città natale, Brescia, per quattro anni.
Entra nel cast del programma televisivo Sexy Bar, per poi approdare al Misex, attraverso il quale passa al cinema hardcore. Il suo primo film pornografico è Guardami - La mia prima volta (2006), diretto da Silvio Bandinelli.
Nel 2007 interpreta in Mucchio selvaggio la sua prima scena di sesso anale.
Nel 2010 dichiara di ritirarsi dal settore della pornografia, tuttavia nel 2012 torna a recitare in Tolleranza zero e in Luxure & Decadence, prodotto quest'ultimo da Marc Dorcel. Del 2013 è il suo ultimo film, Roma Import-Escort
È una convinta seguace dell'animalismo e ha sostenuto la campagna di attacchi contro Green Hill.

## Filmografia
- Guardami - La mia prima volta (2006)
- Senza scelta (2007)
- Moralità corrotta (2007)
- Mucchio selvaggio (2007)
- Scatti & Ricatti (2007)
- Legittima offesa (2008)
- Voyeur
- Sex seduction - Ossessioni perverse
- La casta (2009)
- Lezioni private (2009)
- Mala vita (2009)
- The sex trick - L'inganno
- L'ambulatorio del sesso (2010)
- Cattivi (2010)
- The fascination of sin (2010)
- Codice d'onore (in threesome con Crystal Crown)
- Tolleranza zero (2012)
- Roma Import-Escort (2013)

## Altre esperienze
- Sexy Bar
- Calda Notte (Sky)
- Diva Futura channel
- Sputnik – programma televisivo di Italia 1 (2007)
- 105 Non Stop – programma radiofonico di Radio 105 (2009)
- Biker fest (2010)
- Extasia (2014)